# SNCF BB 20100 sorozat
Az SNCF BB 20100 sorozataz SNCF két csoportból álló, két kétáramnemű villanymozdonyból álló kis sorozata volt, amelyet a Franciaország, Svájc és Németország közötti határokon átnyúló forgalomra szántak.
A Svájcban épített mozdonyok átadására 1958-ban került sor, de nem voltak megbízhatóak. Mivel csak szerény szolgáltatásokat nyújtottak rövid távolságokon, és számos meghibásodásnak voltak kitéve, sikeresebb sorozatokkal váltották fel őket. Kettőt 1973-ban, a másik kettőt pedig 1982-ben vontak ki a forgalomból.